# Ендогуров, Николай Иванович
Никола́й Ива́нович Ендогуров (? — 15 мая 1808, Кронштадт) — капитан 2-го ранга (1808) российского императорского флота.

## Служба
С мая 1780 года был зачислен кадетом в Морской кадетский корпус. В 1783 году произведён в гардемарины. В мае 1785 года в мичмана.
В 1783—1788 годах ежегодно был в плаваниях в Балтийском море. В январе 1788 года произведён в лейтенанты флота. Участвовал в Русско-шведской войне 1788—1790. На линейном корабле «Северный Орёл» под командованием капитана 1-го ранга Ф. С. Палицына в составе отряда капитана Я. И. Тревенена отличился 7 (18) сентября 1789 года в морском бою со шведами в проливе Барёзунда. В 1790 году командуя брандером «Лебёдка» принимал участие в морских сражениях при Ревеле и Выборге.
В 1791—1796 годах ежегодно крейсировал в Балтийском море. В 1796 году командовал транспортом «Гофнунд», на котором плавал к берегам Англии. В декабре 1796 года произведён в чин капитан-лейтенанта.
В 1798—1800 годах был в крейсерстве у берегов Англии и в Немецком море.
В 1801—1802 годах командовал катером «Гонец» в Кронштадте. 26 ноября 1802 года за выслугу 18 морских кампаний награждён орденом Св. Георгия 4-го класса (№ 1435).
В 1803—1804 годах командовал в Ревеле брандвахтенным фрегатом «Нарва».
В 1806—1807 годах командовал фрегатом «Тихвинская Богородица». С началом летней навигации 1806 года перешёл из Кронштадта в Ревель, где занимал брандвахтенный пост до конца августа. 30 августа вышел к Зундскому проливу для обеспечения прохода эскадры капитан-командора И. А. Игнатьева. С 7 по 17 сентября находился в Копенгагене, после чего отправился обратно в Ревель. В навигацию 1807 года вновь занимал брандвахтенный пост на Ревельском рейде, а осенью перешёл в Кронштадт, где сдал обязанности командира фрегата.
1 января 1808 года произведён в капитаны 2-го ранга за отличную службу, но, уже 15 мая 1808 года скончался в Кронштадте.